# Valle de San Pedro
Valle de San Pedro är en ort i Mexiko.   Den ligger i kommunen Querétaro och delstaten Querétaro Arteaga, i den centrala delen av landet, 190 km nordväst om huvudstaden Mexico City. Valle de San Pedro ligger 1 800 meter över havet och antalet invånare är 382.
Terrängen runt Valle de San Pedro är platt åt sydväst, men åt nordost är den kuperad. Runt Valle de San Pedro är det tätbefolkat, med 849 invånare per kvadratkilometer. Närmaste större samhälle är Santiago de Querétaro, 8,2 km öster om Valle de San Pedro. Omgivningarna runt Valle de San Pedro är en mosaik av jordbruksmark och naturlig växtlighet.